# Гијом де Сонак
Гијом де Сонак (фр. Guillaume de Sonnac) је био осамнаести велики мајстор витезова Темплара. На тој функцији био је од 1247. до 1250.

## Лични живот
Сонак је рођен у породици племића у Француској, тачан датум његовог рођења није познат.
Реду је приступио пре него што је изабран за великог мајстора али је у Свету земљу дошао исте године када је и изабран за вођу темплара. Један монах (фр. Matthieu Paris) га је описао као дискретног и обазривог човека који је такође био и веома вешт у вођењу рата.

## Војничка каријера
Сонаков мандат је био један од насилнијих, до 1247. хришћани су изгубили своје базе у Тиберијади, Тавору, Аскалону. Ово је навело француског краља Луја IX да поведе седми крсташки рат.
Велики мајстор је кренуо у сусрет Лују када му је од египатског султана (енгл. As-Salih Ayyub) стигао емир са понудом о примирју. Гијом је о понуди обавестио француског краља који му је наредио да не чини никакве преговоре без његове дозволе. Ово је био доказ краљеве жеље да нова кампања буде заснована на рату а не на дипломатији. Француска крсташка војска потпомогнута темпларима је 5. јуна 1249. почела са опсадом Дамијета. Борба на египатским плажама је била тешка, краљ и војници су се борили у води која им је била до струка. После дуже борбе муслиманска војска се повукла остављајући град готово небрањен. Де Сонак је писао пријатељу обавештавајући га како је сутрадан ујутру, тј 6. јуна, Дамијета освојена са само једним рањеним крсташем. Крајем новембра краљ и велики мајстор су започели марш ка Каиру преко Мансуре.

## Битка код Мансуре
Следећи ангажман де Сонак је имао у бици код Мансуре, брањени град је био последња препрека за пролаз ка централном Египту. Муслимане је поред војске штитио и набујали Нил али су крсташи пронашли место преко ког су могли да пређу реку. Са краљем су, поред темплара, у битку кренули и његов брат Роберт I од Артоа (енгл. Robert I of Artois) и Вилијем II (енгл. William II Longespee), вођа енглеских трупа. У први напад кренули су Роберт и Вилијам који су заједно са темпларима затечене египатске снаге натерале у бег према граду, по Робертовом наређењу одвојени од главне војске кренули су за њима у потеру. Сонак је био против овакве одлуке али је ипак наредио својим људима да се спреме за потеру. Три команданта са уморним људима и без појачања били су врло брзо увучени у тешку борбу и потпуно окружени, готово као ″острво у мору″. Вилијем II и Роберт I гину у овом сукобу. Гијом је успео да се извуче из града са тешким повредама и изгубљеним оком али се након указане лекарске помоћи вратио у борбу где је заједно са француском војском успео да одбије муслимански контранапад, са њим су кренула и два преостала витеза темплара којих је на почетку битке било 280. Краљ је у овом сукобу заробљен али је касније ослобођен уз велики откуп.

## Смрт
Хришћанске снаге које су се улогорили изван града биле су под сталним нападом. Главни напад је покренут од стране муслимана 6. априлаа, де Сонак је кренуо у сусрет египатским војницима где је поново рањен у главу и овај пут потпуно ослепљен пао у руке муслиманима који су га убили. На месту великог мајстора наследио га је Рено де Вишије.